# Регіональний ландшафтний парк «Загребелля»
«Загребе́лля» — регіональний ландшафтний парк в Україні. Розташований у місті Тернополі.

## Структура
До «Загребелля» належать:
- Тернопільський дендропарк на вулицях Львівській і Сергія Короля,
- «Парк Здоров'я»
- лісові насадження НДВГ ТАНГ «Наука»,
- розсадник ВАТ «Зелене господарство»,
- лісопарки «Кутківці» та на березі Тернопільського ставу,
- лісове урочище «Пронятин»,
- Тернопільський став з намитою частиною і веслувальним каналом (річка Серет),
- пляж та інші землі.

## Організація
Створено відповідно до рішення Тернопільської обласної ради від 18 березня 1994 року з метою збереження у природному стані окремих типових природних комплексів та об'єктів, забезпечення умов для відпочинку населення. Організований без вилучення земельних ділянок, водних та інших природних об'єктів у їхніх власників або користувачів.
Дороги, рекреаційні та інші об'єкти, що входять у територію парку, необхідно утримувати у взірцевому стані. Завдання, науковий профіль, особливості природоохоронного режиму та характеру функціонування «Загребелля» визначені у положенні про нього, що розроблене відповідно до Закону України «Про природно-заповідний фонд України». Його затвердило Державне управління екології та природних ресурсів у Тернопільській області.

## Рослинність
У межах парку зростають астранція велика, пальчатокорінник м'ясо-червоний, підсніжник білосніжний, лілія лісова, плавун щитолистий — види рослин, занесені до Червоної книги України; а також арум Бессера, глечики жовті, вільха сіра, вовчі ягоди звичайні — рідкісні рослини в області, та багато інших видів.

## Зонування
На території парку з урахуванням природоохоронної, оздоровчої, наукової, рекреаційної, історико-культурної й інших цінностей природних комплексів та об'єктів, їхніх особливостей встановлено диференціальний режим щодо охорони, відтворення й використання згідно з функціональним зонуванням:
- заповідна зона — призначена для охорони та відновлення найцінніших природних комплексів, режим якої визначений відповідно до вимог, встановлених для природних заповідників;
- зона регульованої рекреації — в її межах проводять короткотерміновий відпочинок та оздоровлення населення, огляд особливо мальовничих і пам'ятних місць, дозволено влаштування туристичних маршрутів і екологічних стежок, заборонені прохідні, лісовідновні та головного користування рубки лісу, промислове рибальство й мисливство, будь-яка діяльність, що може негативно вплинути на стан природних комплексів та об'єктів;
- зона стаціонарної рекреації — для розміщення готелів, мотелів, кемпінгів, інших об'єктів обслуговування відвідувачів парку;
- господарська зона — в її межах проводять господарську діяльність, є населені пункти, об'єкти комунального призначення парку, а також землі інших землевласників та землекористувачів, включені до парку, на яких господарюють із дотриманням загальних вимог щодо охорони навколишнього природного середовища.

## Незаконний продаж землі
У 2011 році Тернопільська міська рада рішенням № 6/14/55 продала у власність 4,2736 га (2,0 га земель, які за державною статистичною звітністю рахувались за молодіжним табором «Орбіта», та 2,2736 га земель, які перебували у користуванні ДП «Тернопільське лісове господарство») для обслуговування будівель майнового комплексу ТОВ «Бодмін-Україна» (вартість продажу — 2 млн 194 тис. 493 грн.). Попередні користувачі цієї земельної ділянки — Комсомольська школа, молодіжний табір «Орбіта», ТОВ «Центр молодіжного співробітництва». Основне порушення вчинили у 2007 році, коли міська рада рішенням № 5/7/48 вилучила з користування «Центру молодіжного співробітництва “Київський колегіум”» 4,2736 га та надала ділянку ТОВ «Бодмін-Україна», хоча за даними єдиного державного реєстру юридичних осіб «Центр...» ще у 2006-му припинило своє існування. У вересні 2014 року відкрито кримінальне провадження за фактом зловживання службовим становищем представників Тернопільської міськради при наданні в оренду і незаконному продажу вищезгаданої ділянки «Бодмін-Україна». Рішенням Господарського суду Тернопільської області від 23 вересня 2015 року земельну ділянку залишено у власності ТОВ «Бодмін-Україна». 30 травня 2016 року Львівський апеляційний господарський суд скасував рішення Господарського суду Тернопільської області і повністю задовольнив позов прокурора і  визнав, що продаж цієї земельної ділянки Тернопільською міською радою є незаконний, також визнав незаконним договір купівлі-продажу, зобов'язавши фірму-власника повернути її громаді міста.